# ギヨーム・シフマン
ギヨーム・シフマン（Guillaume Schiffman）は、フランスの撮影監督である。ミシェル・アザナヴィシウス監督の『OSS 117 私を愛したカフェオーレ』や『アーティスト』などに係わっている。

## 略歴
映画監督のシュザンヌ・シフマンと画家のフィリップ・シフマンの間に生まれる。兄は俳優で助監督のマチュー・シフマン。
女優で映画監督のエマニュエル・ベルコとの間に生まれた息子ネモ・シフマンは俳優で歌手。
2012年のサイレント映画『アーティスト』ではカラーで撮影し、ラボで白黒に変換した。2012年1月24日、シフマンは同作により初めてアカデミー撮影賞にノミネートされた。また2012年2月12日、第65回英国アカデミー賞で撮影賞を受賞した。

## フィルモグラフィ
- オディールの夏 Le sourire (1994)
- ベルニー Bernie (1996)
- ニコラ La classe de neige (1998)
- 好きと言えるまでの恋愛猶予 La bande du drugstore (2002)
- ブロセリアンドの魔物 Brocéliande (2002)
- FOUR NIGHTS -4夜- Anatomie de l'enfer (2004)
- OSS 117 私を愛したカフェオーレ OSS 117: Le Caire nid d'espions (2006)
- フレンチ大作戦 灼熱リオ、応答せよ OSS 117: Rio ne répond plus (2009) ※WOWOW放映時のタイトルは『OSS 117 リオデジャネイロ応答なし』
- ゲンスブールと女たち Gainsbourg, vie héroïque (2010)
- アーティスト The Artist (2011)
- タイピスト! Populaire (2012)
- ミス・ブルターニュの恋 Elle s'en va (2013)
- ターニング・タイド 希望の海 En solitaire (2013)
- あの日の声を探して The Search (2014)
- 太陽のめざめ La tête haute (2015)
- 150ミリグラム ある女医の告発 La fille de Brest (2016)
- グッバイ・ゴダール! Le Redoutable (2017)
- 英雄は嘘がお好き Le Retour du héros (2018)
- マイ・エンジェル Gueule d'ange (2018)
- 9人の翻訳家 囚われたベストセラー Les traducteurs (2019)